# 夏山八幡宮火祭り

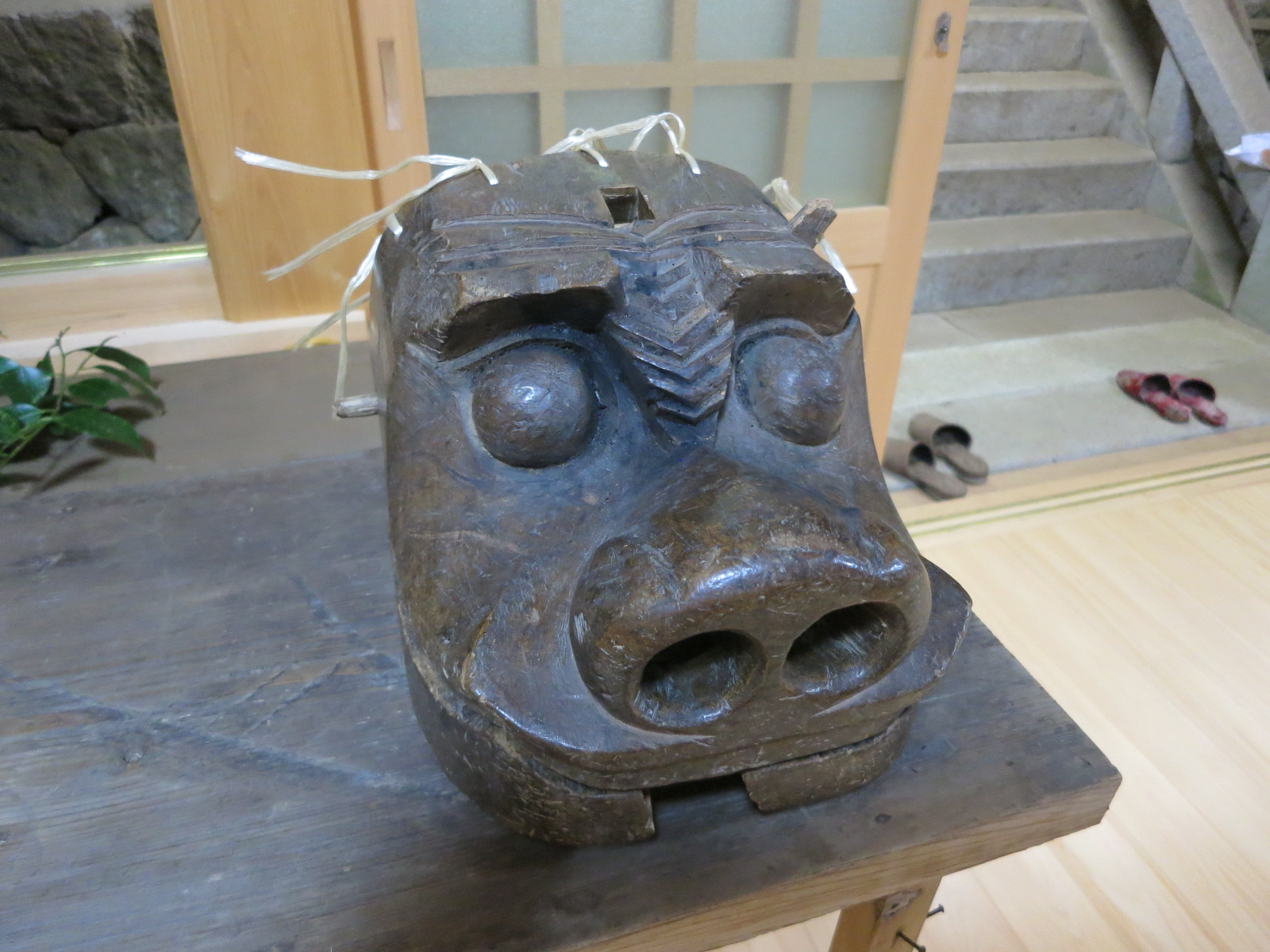
火祭りで使用する獅子

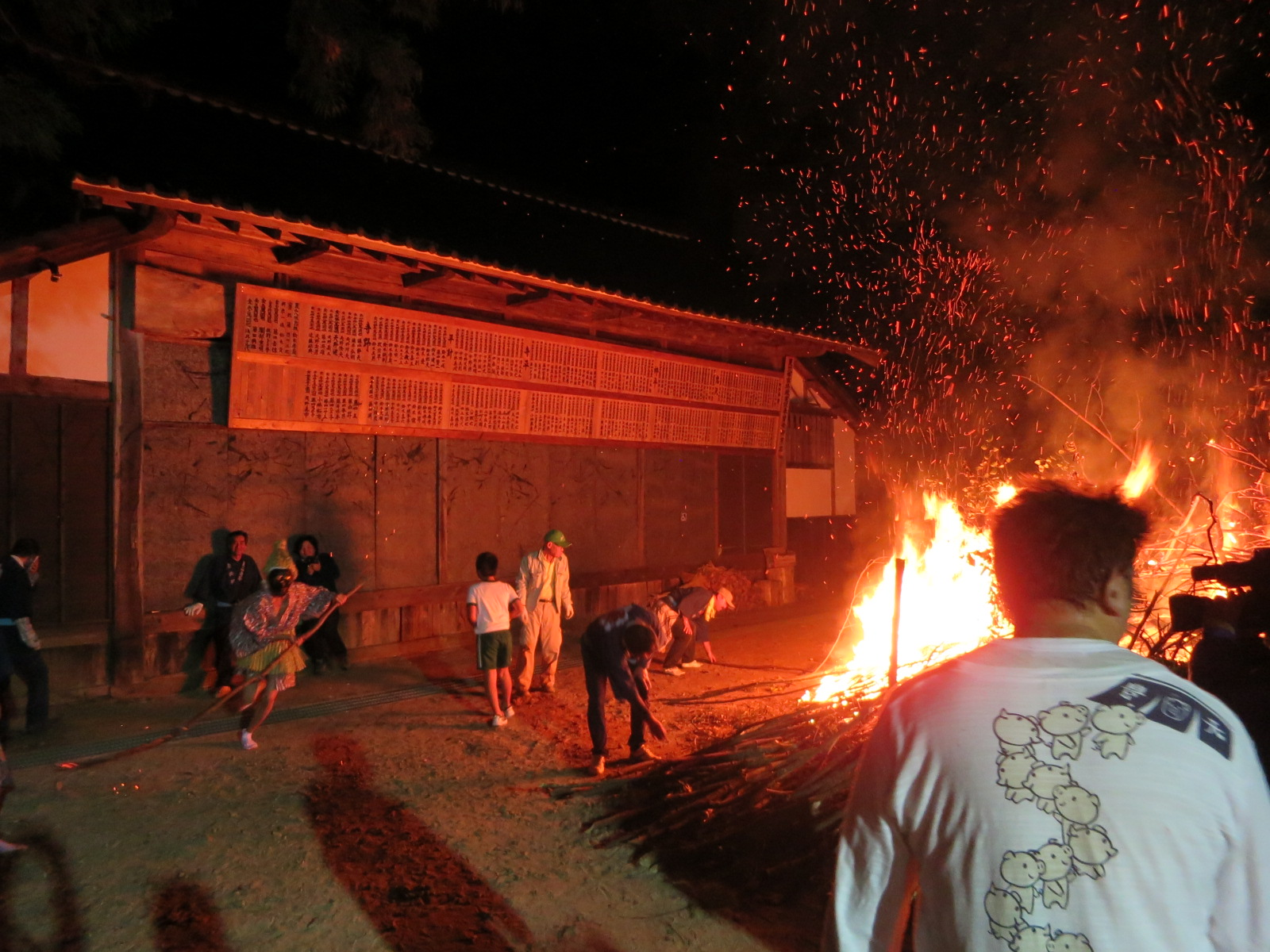
参詣者を追い回す鬼（左奥）

夏山八幡宮火祭り（なつやまはちまんぐう ひまつり）は、愛知県岡崎市の夏山八幡宮で行われている火祭り。

## 概要
神社が創建された当時（531年）から続いている火祭り神事とされ、ときに「奇祭」と呼ばれる。岡崎市の無形民俗文化財に指定されている。

## 歴史
火祭りに使用したと言われる永禄元年（1558年）銘のある獅子頭一頭が宝物として伝承されている。
火祭りは夏山八幡宮の年4回行われる中祭の一つに位置づけられ、以前は2日間にわたって祭礼が行われた。オタイヤと呼ばれる宵祭りを柿平地区が、本楽（ほんがく）を平針地区が担当していた。柿平地区で新たに鬼面が創られる前は、平針地区の鬼面を借りて祭りを行っていた。現在のように祭りの仕切りを平針と柿平が隔年で交互に行うようになったのは、1903年（明治36年）からである。
2005年（平成17年）9月16日に市の無形民俗文化財に指定された。

## 祭りの内容
準備は1週間前の注連縄作りとわら細工作りに始まる。当日の12時30分頃、氏子は鉈を手に境内に集まり、境内周囲の森から生木を切り出し「ソダ山」を築く。一方、鬼役を務める5人の若者（太夫と呼ばれる）は裸で滝に打たれて身を清める。この「水垢離（みずごり）し潔斎」の場所は担当地区で異なる。平針は不動明王を祀る滝、柿平は八幡宮裏手にある庚申を祀る川の淵である。
水垢離から戻った太夫たちは火きり神事に臨む。矢竹を垂直に立て、両手で錐を揉むようにして途切れないように交代しながら火を熾す。30分～1時間しても採火できないときは、先輩から再び潔斎をするように指示がある。再度、滝で身を清めるが2度目以降は平針も柿平の庚申淵へ行く。
採火ができると合図の太鼓が鳴らされ、ロウソクと火縄に点火。その後、神降ろしと呼ばれる儀式を行う。
神職により御神火がソダ山へ点火されると、太夫らは交代でムシロを使って火を扇ぐ。ソダ山の中央の竹が大音響で破裂するの合図にいよいよ鬼追いの開始となる。雄獅子と雌獅子が噛み合う獅子舞（かましょい）などの所作事ののち、参詣者は「ボケ鬼、ボケ鬼」と囃したて鬼を挑発する。鬼は火のついた木を当てるべく人々を追い回す。鬼役の5人が交代時に相撲、鈴の舞、薙刀の舞、小刀の目利き、獅子打ちの所作を行うのも見所である。相撲に勝利、または見本どおりの所作ができれば交代し、そうでなければ再度、燃え木を手に参詣者を追いかけることになる。
鬼の燃え木に打たれると厄除けとなり、その年は病気にかからないと言われる。
2018年（平成30年）は10月14日に開催された。2019年（令和元年）は10月12日に開催予定であったが、令和元年東日本台風（台風19号）の影響で中止。2020年（令和2年）は不明。2021年（令和3年）は新型コロナウイルス感染拡大のため中止。